# Fjällbacka
Fjällbacka è una località situata nella Municipalità di Tanum, Contea di Västra Götaland, Svezia con 812 abitanti nel 2005.
Fjällbacka è nota soprattutto come località turistica estiva, con una lunga storia. L'attrice Ingrid Bergman viveva qui, quando visitava la Svezia. È inoltre teatro della saga di Fjällbacka, serie di romanzi gialli della scrittrice Camilla Läckberg. Fjällbacka è situata alla latitudine 58,36 Nord, longitudine 11,17 Est, a circa 150 km da Göteborg, 165 km da Oslo e 520 km da Stoccolma.